# Équipe du Chili de football à la Coupe du monde 1950
L'équipe du Chili de football participe à sa deuxième Coupe du monde lors de l'édition 1950 qui se tient au Brésil du 24 juin 1950 au 16 juillet 1950.
Le tournoi devait réunir seize nations réparties en quatre groupes de quatre équipes au premier tour, le vainqueur de chaque groupe se qualifiant pour la poule finale. Trois nations déclarent forfait et les groupes 3 et 4 ne comptent respectivement que trois et deux équipes. Le Chili joue dans le groupe 2 et en se classant 3e est éliminé au premier tour.

## Phase qualificative
Le pays est placé dans le groupe 7 en compagnie de l'Argentine et de la Bolivie et deux places sont attribuées pour la Coupe du monde. Comme les Argentins déclarent forfaits, les deux autres nations se voient directement qualifiées.
|  | Équipe            | Pts | J | G | N | P | BP | BC | Diff |
|  | ----------------- | --- | - | - | - | - | -- | -- | ---- |
|  | Bolivie           |     |   |   |   |   |    |    |      |
|  | Chili             |     |   |   |   |   |    |    |      |
|  | Argentine forfait |     |   |   |   |   |    |    |      |

## Phase finale

### Premier tour, poule 2
| Classement final |            |     |   |   |   |   |    |    |      |
|                  | Équipe     | Pts | J | G | N | P | BP | BC | Diff |
| 1                | Espagne    | 6   | 3 | 3 | 0 | 0 | 6  | 1  | +5   |
| 2                | Angleterre | 2   | 3 | 1 | 0 | 2 | 2  | 2  | 0    |
| 3                | Chili      | 2   | 3 | 1 | 0 | 2 | 5  | 6  | -1   |
| 4                | États-Unis | 2   | 3 | 1 | 0 | 2 | 4  | 8  | -4   |

| 25 juin   | Angleterre | 2 | 0 | Chili      |
| 25 juin   | Espagne    | 3 | 1 | États-Unis |
| 29 juin   | Espagne    | 2 | 0 | Chili      |
| 29 juin   | États-Unis | 1 | 0 | Angleterre |
| 2 juillet | Espagne    | 1 | 0 | Angleterre |
| 2 juillet | Chili      | 5 | 2 | États-Unis |

| 25 juin 1950                      | Angleterre                  | 2 - 0 | Chili | Maracanã, Rio de Janeiro                            |                                                     |
| 15:00 · Historique des rencontres | Mortensen 39e · Mannion 51e |       |       | Spectateurs : 30 000 Arbitrage : Karel van der Meer | Spectateurs : 30 000 Arbitrage : Karel van der Meer |
| 15:00 · Historique des rencontres | (Résumé)                    |       |       | Spectateurs : 30 000 Arbitrage : Karel van der Meer | Spectateurs : 30 000 Arbitrage : Karel van der Meer |

| 29 juin 1950                      | Espagne                | 2 - 0 | Chili | Maracanã, Rio de Janeiro                         |                                                  |
| 15:00 · Historique des rencontres | Basora 17e · Zarra 30e |       |       | Spectateurs : 20 000 Arbitrage : Alberto Malcher | Spectateurs : 20 000 Arbitrage : Alberto Malcher |
| 15:00 · Historique des rencontres | (Résumé)               |       |       | Spectateurs : 20 000 Arbitrage : Alberto Malcher | Spectateurs : 20 000 Arbitrage : Alberto Malcher |

| 2 juillet 1950                    | Chili                                              | 5 - 2 | États-Unis                    | Ilha do Retiro, Recife                          |                                                 |
| 18:00 · Historique des rencontres | Robledo 16e · Cremaschi 32e, 61e, 82e · Prieto 54e |       | Wallace 47e · Maca 48e (pen.) | Spectateurs : 10 000 Arbitrage : Mario Gardelli | Spectateurs : 10 000 Arbitrage : Mario Gardelli |
| 18:00 · Historique des rencontres | (Résumé)                                           |       |                               | Spectateurs : 10 000 Arbitrage : Mario Gardelli | Spectateurs : 10 000 Arbitrage : Mario Gardelli |

## Effectif
Alberto Buccicardi est le sélectionneur du Chili durant la Coupe du monde.
| No. | Pos.      | Joueur             | Date de naissance et âge | Sélec. | Club                 |
| --- | --------- | ------------------ | ------------------------ | ------ | -------------------- |
| -   | Défenseur | Manuel Álvarez     | 23 mai 1928              | 3      | Universidad Católica |
| -   | Milieu    | Miguel Busquets    | 15 octobre 1920          | 15     | Universidad de Chile |
| -   | Milieu    | Fernando Campos    | 9 août 1921              | 5      | Colo-Colo            |
| -   | Milieu    | Hernán Carvallo    | 19 août 1922             | 5      | Universidad Católica |
| -   | Attaquant | Atilio Cremaschi   | 8 mars 1923              | 10     | Unión Española       |
| -   | Attaquant | Guillermo Díaz     | 29 décembre 1930         | 4      | Santiago Wanderers   |
| -   | Défenseur | Arturo Farías      | 1er novembre 1927        | 4      | Colo-Colo            |
| -   | Défenseur | Miguel Flores      |                          | 0      | Universidad de Chile |
| -   | Attaquant | Carlos Ibáñez      | 30 novembre 1931         | 0      | Deportes Magallanes  |
| -   | Attaquant | Raimundo Infante   | 2 février 1928           | 13     | Universidad Católica |
| -   | Gardien   | Sergio Livingstone | 26 mars 1920             | 31     | Universidad Católica |
| -   | Défenseur | Manuel Machuca     | 6 juin 1924              | 18     | Colo-Colo            |
| -   | Attaquant | Luis Mayanés       | 15 janvier 1925          | 0      | Universidad de Chile |
| -   | Attaquant | Manuel Muñoz       | 28 avril 1928            | 0      | Colo-Colo            |
| -   | Attaquant | Andrés Prieto      | 19 décembre 1928         | 9      | Universidad Católica |
| -   | Gardien   | René Quitral       | 22 juillet 1920          | 0      | Santiago Wanderers   |
| -   | Attaquant | Fernando Riera     | 27 juin 1920             | 16     | Universidad Católica |
| -   | Attaquant | George Robledo     | 14 avril 1926            | 0      | Newcastle United     |
| -   | Milieu    | Carlos Rojas       | 2 octobre 1928           | 5      | Unión Española       |
| -   | Défenseur | Fernando Roldán    | 1er avril 1921           | 0      | Universidad Católica |
| -   | Milieu    | Osvaldo Sáez       | 13 août 1923             | 11     | Colo-Colo            |
| -   | Défenseur | Francisco Urroz    | 31 octobre 1921          | 10     | Colo-Colo            |

## Navigation